# 蜚克图街道
蜚克图街道，是中华人民共和国黑龙江省哈尔滨市阿城区下辖的一个街道办事处，位于松花江南岸。
2017年9月13日，黑龙江省民政厅批复同意撤销蜚克图镇，设立蜚克图街道办事处。

## 行政区划
蜚克图街道下辖以下地区：
宏图社区、新荣村、胜利村、光明村、兴东村、新立村、新富村和蜚克图村。